# جورج كارلسون (مدير فني)
جورج كارلسون (بالإنجليزية: George Carlson)‏ هو مدير فني أمريكي، ولد في 20 ديسمبر 1897 في ليندسبورغ في الولايات المتحدة، وتوفي في 1 أبريل 1953 في لونغمونت في الولايات المتحدة.